# Norman (cratère)
Pour les articles homonymes, voir Norman.
Norman est un cratère lunaire situé à l'ouest de la face visible de la Lune. Il se trouve à l'est de l'Oceanus Procellarum, à côté de la Mare Cognitum et à une trentaine de kilomètres à l'ouest du massif montagneux des Montes Riphaeus. 
Le cratère Norman était avant 1976 un simple cratère satellite du cratère Euclides sous la dénomination « Euclides B ». Il a reçu, cette année-là, le nom du géophysicien anglais Robert Norman.